# Europamästerskapen i hastighetsåkning på skridskor för herrar 1893
Europamästerskapen i hastighetsåkning på skridskor för herrar 1893 hölls på West-Eisbahn i Berlin mellan den 21 och 22 januari. Detta var det första officiella Europamästerskapet som anordnades av International Skating Union (ISU). Regerande mästare var österrikaren Franz Schilling som vann inofficiella EM 1892 i Wien. Rudolf Ericson från Sverige blev europamästare. 

## Sammanlagt
| Placering | Idrottare            | Nation           | 500 m       | 500 m final | 1 500 m         | 1 500 m final | 5 000 m     |
| --------- | -------------------- | ---------------- | ----------- | ----------- | --------------- | ------------- | ----------- |
| 1         | Rudolf Ericson       | Sverige          | 55,8 (3)    | 54,0 (1)    | 2.51,4 (2)      | 2.46,0 (1)    | 9.51,6 (2)  |
| 2         | Oscar F. Fredriksen  | Norge            | 56,0 (5)    |             | 2.55,2 (3)      | 2.49,6 (2)    | 9.51,2 (1)  |
| 3         | August Underborg     | Tyskland         | 55,2 (2)    | 54,2 (2)    | 2.51,0 (1)      | 2.53,4 (3)    | 10.05,8 (3) |
| 4         | Julius Seyler        | Tyskland         | 54,6 (1)    | 54,4 (3)    | 2.57,0 (4)      | Startade inte | 10.06,0 (4) |
| 5         | Birger Bruzelius     | Sverige          | 57,4 (6)    |             | 3.00,6 (6)      |               | 10.39,4 (5) |
| 6         | Walter Herrmann      | Tyskland         | 57,8 (7)    |             | 3.06,2 (7)      |               | 10.50,4 (6) |
| 7         | Georg Smith          | Tyskland         | 1.00,4 (12) |             | 3.18,8 (9)      |               | 11.08,8 (8) |
|           | Otto Schroeder       | Tyskland         | 59,4 (9)    |             | Fullföljde inte |               | 10.53,6 (7) |
|           | Franz Schilling      | Österrike-Ungern | 58,2 (8)    |             | 3.00,0 (5)      |               |             |
|           | Julius von Salzen    | Tyskland         | 55,8 (3)    | 57,0 (4)    | 3.14,2 (8)      |               |             |
|           | Arend Gerrit Beltman | Nederländerna    | 59,8 (10)   |             | 3.26,6 (10)     |               |             |
|           | Friedrich Pollack    | Österrike-Ungern | 1.00,0 (11) |             | Fullföljde inte |               |             |
|           | Philippus J. Adrian  | Nederländerna    | 1.07,6 (13) |             | 3.28,6 (11)     |               |             |